# Manfred I de Saluzzo
Manfred I (d. 1175) a fost primul marchiz de Saluzzo, ocupând această poziție de la 1125 până la moarte.
Manfred era fiul mai vârstnic al lui Bonifaciu del Vasto, margraf al Liguriei apusene, dintr-o familie nobilă care guvernase regiunea dintre Savona și Ventimiglia vreme de generații. Bonifaciu a dobândit comitatul de Saluzzo în feudum direct de la seniorul său, Ulric Manfred,  margraf de Torino, după care l-a dăruit fiului său Manfred. Comitatul cupriundea teritoriul dintre Alpi, râul Pad și Stura. Manfred a transmis mai departe marchizatul către fiul său avut cu Eleonora, Manfred al II-lea, născându-se astfel dinastia care se va afla la conducerea marchizatului până în timpul Renașterii.